# Società Sportiva Lanerossi Vicenza 1980-1981
Questa voce raccoglie le informazioni riguardanti la Società Sportiva Lanerossi Vicenza nelle competizioni ufficiali della stagione 1980-1981.

## Stagione
Il campionato 1980-1981, il secondo disputato dal Lanerossi dopo la retrocessione nel campionato 1978-79, si concluse con la retrocessione della squadra veneta in Serie C1, la prima dopo più di quarant'anni.
In classifica la squadra (allenata nelle prime giornate dal vice allenatore Giulio Savoini e poi da Corrado Viciani) totalizzò 33 punti concludendo il campionato al diciassettesimo posto ad un solo punto dal Verona, dal Varese e dal Palermo (quest'ultimo penalizzato di cinque punti a causa dello scandalo del Totonero), che occupavano l'ultimo posto disponibile per la salvezza.

## Rosa
| N. |                   | Ruolo | Calciatore        |
| -- | ----------------- | ----- | ----------------- |
|    | Italia (bandiera) | P     | Massimo Bianchi   |
|    | Italia (bandiera) | P     | Ernesto Galli     |
|    | Italia (bandiera) | P     | Raffaele Di Fusco |
|    | Italia (bandiera) | D     | Gianni Bottaro    |
|    | Italia (bandiera) | D     | Silvano Gelli     |
|    | Italia (bandiera) | D     | Giorgio Carrera   |
|    | Italia (bandiera) | D     | Sauro Catellani   |
|    | Italia (bandiera) | D     | Mauro Sandreani   |
|    | Italia (bandiera) | D     | Vincenzo Zucchini |
|    | Italia (bandiera) | D     | Manlio Zanini     |
|    | Italia (bandiera) | D     | Giuseppe Erba     |
|    | Italia (bandiera) | D     | Roberto Bombardi  |
|    | Italia (bandiera) | D     | Plinio Serena     |

| N. |                   | Ruolo | Calciatore            |
| -- | ----------------- | ----- | --------------------- |
|    | Italia (bandiera) | C     | Angelo Cupini         |
|    | Italia (bandiera) | C     | Valentino Leonarduzzi |
|    | Italia (bandiera) | C     | Dino Pagliari         |
|    | Italia (bandiera) | C     | Giancarlo Salvi       |
|    | Italia (bandiera) | C     | Eligio Nicolini       |
|    | Italia (bandiera) | C     | Carlo Perrone         |
|    | Italia (bandiera) | C     | Nicola Zanone         |
|    | Italia (bandiera) | C     | Enzo Mocellin         |
|    | Italia (bandiera) | C     | Paolo Rosi            |
|    | Italia (bandiera) | C     | Luigino Dal Prà       |
|    | Italia (bandiera) | A     | Massimo Briaschi      |
|    | Italia (bandiera) | A     | Ugo Tosetto           |
|    | Italia (bandiera) | A     | Claudio Vagheggi      |

## Campionato

### Girone di andata
| Arbitro: | Paparesta (Bari) |

|                              |           |                              |
| Zucchini 27’ M. Briaschi 65’ | Marcatori | 60’ Manfrin 90’ (aut.) Gelli |

| Taranto 21 settembre 1980 2ª giornata | Taranto        | 0 – 0 | Lanerossi Vicenza | Stadio Erasmo Iacovone (15.000 spett.)\| Arbitro: \| Tani (Livorno) \| |
| Arbitro:                              | Tani (Livorno) |       |                   |                                                                        |

| Vicenza 28 settembre 1980 3ª giornata | Lanerossi Vicenza   | 0 – 0 | SPAL | Stadio Romeo Menti (15.000 spett.)\| Arbitro: \| Lo Bello (Siracusa) \| |
| Arbitro:                              | Lo Bello (Siracusa) |       |      |                                                                         |

| Arbitro: | Patrussi (Ravenna) |

|             |           |  |
| Bacchin 52’ | Marcatori |  |

| Vicenza 12 ottobre 1980 5ª giornata | Lanerossi Vicenza | 0 – 0 | Cesena | Stadio Romeo Menti (10.000 spett.)\| Arbitro: \| Pirandola (Lecce) \| |
| Arbitro:                            | Pirandola (Lecce) |       |        |                                                                       |

| Arbitro: | Angelelli (Terni) |

|                         |           |             |
| Prestanti 10’ Silva 52’ | Marcatori | 3’ Pagliari |

| Arbitro: | Sarti (Modena) |

|         |           |                         |
| Rosi 3’ | Marcatori | 62’ Quadri 78’ Chierico |

| Arbitro: | Vitali (Bologna) |

|                               |           |                    |
| Magistrelli 21’ Bresciani 71’ | Marcatori | 35’ (aut.) Cannito |

| Arbitro: | Bianciardi (Siena) |

|                                 |           |                          |
| Monelli 54’ Acanfora 89’ (rig.) | Marcatori | 50’ Tosetto 90+1’ Zanini |

| Vicenza 16 novembre 1980 10ª giornata | Lanerossi Vicenza | 0 – 0 | Verona | Stadio Romeo Menti (16.000 spett.)\| Arbitro: \| Tani (Livorno) \| |
| Arbitro:                              | Tani (Livorno)    |       |        |                                                                    |

| Arbitro: | Prati (Parma) |

|                          |           |                 |
| Orlandi 64’ De Ponti 78’ | Marcatori | 50’ M. Briaschi |

| Arbitro: | Patrussi (Ravenna) |

|           |           |                      |
| Zanini 4’ | Marcatori | 43’ (rig.) Antonelli |

| Arbitro: | D'Elia (Salerno) |

|                         |           |  |
| Vailati 63’ Calloni 70’ | Marcatori |  |

| Arbitro: | Bergamo (Livorno) |

|              |           |  |
| Zucchini 46’ | Marcatori |  |

| Vicenza 21 dicembre 1980 15ª giornata | Lanerossi Vicenza  | 0 – 0 | Atalanta | Stadio Romeo Menti (11.000 spett.)\| Arbitro: \| Lombardo (Marsala) \| |
| Arbitro:                              | Lombardo (Marsala) |       |          |                                                                        |

| Arbitro: | Pairetto (Torino) |

|                         |           |                       |
| Parlanti 27’ Traini 89’ | Marcatori | 34’ Vagheggi 50’ Rosi |

| Arbitro: | Benedetti (Roma) |

|                      |           |              |
| Tivelli 1’ Bozzi 61’ | Marcatori | 14’ Zucchini |

| Arbitro: | Angelelli (Terni) |

|                  |           |                         |
| Vagheggi 1’, 10’ | Marcatori | 14’ Chiodi 15’ Pochesci |

| Arbitro: | Magni (Bergamo) |

|             |           |  |
| Bonesso 35’ | Marcatori |  |

### Girone di ritorno
| Arbitro: | Tani (Livorno) |

|           |           |              |
| Boito 12’ | Marcatori | 15’ Pagliari |

| Arbitro: | Lombardo (Marsala) |

|                 |           |  |
| M. Briaschi 52’ | Marcatori |  |

| Arbitro: | Pairetto (Torino) |

|                        |           |  |
| Giani 60’ Bergossi 63’ | Marcatori |  |

| Arbitro: | Tonolini (Milano) |

|                              |           |  |
| M. Briaschi 77’ Mocellin 83’ | Marcatori |  |

| Arbitro: | Angelelli (Terni) |

|                                  |           |  |
| Perrone 12’ (aut.) A. Bordon 40’ | Marcatori |  |

| Arbitro: | Pirandola (Lecce) |

|                              |           |                     |
| M. Briaschi 43’ Mocellin 78’ | Marcatori | 46’ (aut.) Bombardi |

| Arbitro: | Vitali (Bologna) |

|                     |           |                                |
| Cantarutti 33’, 58’ | Marcatori | 8’ Perrone 85’ (aut.) Chierico |

| Arbitro: | Castaldi (Vasto) |

|                 |           |  |
| M. Briaschi 64’ | Marcatori |  |

| Arbitro: | Ballerini (La Spezia) |

|                        |           |  |
| M. Briaschi 62’ (rig.) | Marcatori |  |

| Arbitro: | Tonolini (Milano) |

|               |           |                 |
| Valentini 59’ | Marcatori | 90’ M. Briaschi |

| Vicenza 18 aprile 1981 30ª giornata | Lanerossi Vicenza | 0 – 0 | Sampdoria | Stadio Romeo Menti (16.000 spett.)\| Arbitro: \| D'Elia (Salerno) \| |
| Arbitro:                            | D'Elia (Salerno)  |       |           |                                                                      |

| Arbitro: | Lanese (Messina) |

|                              |           |  |
| Collovati 31’ Battistini 70’ | Marcatori |  |

| Vicenza 10 maggio 1981 32ª giornata | Lanerossi Vicenza | 0 – 0 | Palermo | Stadio Romeo Menti (12.000 spett.)\| Arbitro: \| Paparesta (Bari) \| |
| Arbitro:                            | Paparesta (Bari)  |       |         |                                                                      |

| Arbitro: | Castaldi (Vasto) |

|           |           |                 |
| Mauti 65’ | Marcatori | 22’ M. Briaschi |

| Arbitro: | Longhi (Roma) |

|                               |           |              |
| De Bernardi 54’ Vavassori 81’ | Marcatori | 43’ Vagheggi |

| Arbitro: | Altobelli (Roma) |

|              |           |  |
| Mocellin 62’ | Marcatori |  |

| Arbitro: | Ballerini (La Spezia) |

|  |           |           |
|  | Marcatori | 20’ Bozzi |

| Arbitro: | Lops (Torino) |

|              |           |              |
| Pochesci 69’ | Marcatori | 54’ Vagheggi |

| Arbitro: | Prati (Parma) |

|                                                       |           |              |
| Pagliari 29’ M. Briaschi 32’ (rig.), 49’ Zucchini 51’ | Marcatori | 81’ De Falco |

### Coppa Italia

#### Primo turno - Girone 5
| Arbitro: | Tonolini (Milano) |

|             |           |  |
| Tosetto 41’ | Marcatori |  |

| Arbitro: | Magni (Bergamo) |

|  |           |            |
|  | Marcatori | 40’ Cupini |

| 31 agosto 1980 3ª giornata |  | – Turno riposo L.R. Vicenza |  |  |

| Arbitro: | Mattei (Macerata) |

|                                    |           |  |
| Fiorini 27’ Paris 32’ Zuccheri 90’ | Marcatori |  |

| Arbitro: | Bergamo (Livorno) |

|                  |           |                                                    |
| Tosetto 26’, 37’ | Marcatori | 6’ C. Pellegrini 53’ (aut.) Cupini 66’ E. Nicolini |

## Statistiche

### Statistiche di squadra
| Competizione | Punti | In casa | In casa | In casa | In casa | In casa | In casa | In trasferta | In trasferta | In trasferta | In trasferta | In trasferta | In trasferta | Totale | Totale | Totale | Totale | Totale | Totale | DR |
| Competizione | Punti | G       | V       | N       | P       | Gf      | Gs      | G            | V            | N            | P            | Gf           | Gs           | G      | V      | N      | P      | Gf     | Gs     | DR |
| ------------ | ----- | ------- | ------- | ------- | ------- | ------- | ------- | ------------ | ------------ | ------------ | ------------ | ------------ | ------------ | ------ | ------ | ------ | ------ | ------ | ------ | -- |
| Serie B      | 33    | 19      | 8       | 9       | 2       | 19      | 10      | 19           | 0            | 8            | 11           | 15           | 30           | 38     | 8      | 17     | 13     | 34     | 40     | -6 |
| Coppa Italia |       | 2       | 1       | 0       | 1       | 3       | 3       | 2            | 1            | 0            | 1            | 1            | 3            | 4      | 2      | 0      | 2      | 4      | 6      | -2 |
| Totale       |       | 21      | 9       | 9       | 3       | 22      | 13      | 21           | 1            | 8            | 12           | 16           | 33           | 42     | 10     | 17     | 15     | 38     | 46     | -8 |

### Andamento in campionato
| Giornata  | 1 | 2 | 3 | 4  | 5  | 6  | 7  | 8  | 9  | 10 | 11 | 12 | 13 | 14 | 15 | 16 | 17 | 18 | 19 | 20 | 21 | 22 | 23 | 24 | 25 | 26 | 27 | 28 | 29 | 30 | 31 | 32 | 33 | 34 | 35 | 36 | 37 | 38 |
| --------- | - | - | - | -- | -- | -- | -- | -- | -- | -- | -- | -- | -- | -- | -- | -- | -- | -- | -- | -- | -- | -- | -- | -- | -- | -- | -- | -- | -- | -- | -- | -- | -- | -- | -- | -- | -- | -- |
| Luogo     | C | T | C | T  | C  | T  | C  | T  | T  | C  | T  | C  | T  | C  | C  | T  | T  | C  | T  | T  | C  | T  | C  | T  | C  | T  | C  | C  | T  | C  | T  | C  | T  | T  | C  | C  | T  | C  |
| Risultato | N | N | N | P  | N  | P  | P  | P  | N  | N  | P  | N  | P  | V  | N  | N  | P  | N  | P  | N  | V  | P  | V  | P  | V  | N  | V  | V  | N  | N  | P  | N  | N  | P  | V  | P  | N  | V  |
| Posizione | 5 | 5 | 8 | 12 | 11 | 13 | 15 | 17 | 17 | 17 | 17 | 18 | 19 | 19 | 19 | 19 | 20 | 19 | 20 | 20 | 17 | 20 | 18 | 18 | 17 | 17 | 17 | 15 | 15 | 15 | 15 | 15 | 15 | 16 | 15 | 17 | 17 | 17 |

Fonte:  STAGIONE 1980/1981 , su calciometro.it.
Legenda:

Luogo: C = Casa; T = Trasferta. Risultato: V = Vittoria; N = Pareggio; P = Sconfitta.

### Statistiche dei giocatori
In campionato si aggiungano due autoreti a favore. In corsivo i giocatori ceduti a stagione in corso.
| Giocatore      | Serie B  | Serie B | Coppa Italia | Coppa Italia | Totale   | Totale |
| Giocatore      | Presenze | Reti    | Presenze     | Reti         | Presenze | Reti   |
| -------------- | -------- | ------- | ------------ | ------------ | -------- | ------ |
| M. Bianchi     | 26       | -27     | 4            | -6           | 30       | -33    |
| E. Galli       | 4        | -6      | -            | -            | 4        | -6     |
| R. Di Fusco    | 8        | -7      | -            | -            | 8        | -7     |
| G. Bottaro     | 32       | 0       | 4            | 0            | 36       | 0      |
| S. Gelli       | 8        | 0 (1)   | 1            | 0            | 9        | 0      |
| G. Carrera     | 17       | 0       | 4            | 0            | 21       | 0      |
| S. Catellani   | 21       | 0       | -            | -            | 21       | 0      |
| M. Sandreani   | 31       | 0       | 3            | 0            | 34       | 0      |
| V. Zucchini    | 30       | 4       | 4            | 0            | 34       | 4      |
| M. Zanini      | 17       | 2       | -            | -            | 17       | 2      |
| G. Erba        | 27       | 0       | -            | -            | 27       | 0      |
| R. Bombardi    | 27       | 0 (1)   | 4            | 0            | 31       | 0      |
| P. Serena      | 22       | 0       | -            | -            | 22       | 0      |
| A. Cupini      | 5        | 0       | 4            | 1            | 9        | 1      |
| V. Leonarduzzi | 20       | 0       | -            | -            | 20       | 0      |
| D. Pagliari    | 23       | 3       | 3            | 0            | 26       | 3      |
| G. Salvi       | 1        | 0       | -            | -            | 1        | 0      |
| E. Nicolini    | 1        | 0       | -            | -            | 1        | 0      |
| C. Perrone     | 20       | 1 (1)   | 2            | 0            | 22       | 1      |
| N. Zanone      | 0        | 0       | -            | -            | 0        | 0      |
| E. Mocellin    | 24       | 3       | 1            | 0            | 25       | 3      |
| P. Rosi        | 31       | 2       | 4            | 0            | 35       | 2      |
| L. Dal Prà     | 14       | 0       | 3            | 0            | 17       | 0      |
| M. Briaschi    | 34       | 11      | 4            | 0            | 38       | 11     |
| U. Tosetto     | 20       | 1       | 4            | 3            | 24       | 4      |
| C. Vagheggi    | 24       | 5       | -            | -            | 24       | 5      |